# فهرست قنات‌های شهرستان کرمانشاه
جدول زیر بر اساس آمار وزارت جهاد کشاورزی تهیه شده‌است. فهرست زیر قنات‌های شهرستان کرمانشاه در استان کرمانشاه را نشان می‌دهد.
| نام قنات     | موقعیت                           | نزدیک‌ترین روستا | طول قنات (متر) | تعداد میله چاه | عمق مادر چاه | دبی (لیتر بر ثانیه) | سطح زیر کشت (هکتار) |
| ------------ | -------------------------------- | --------------- | -------------- | -------------- | ------------ | ------------------- | ------------------- |
| بندار        | بخش کوزران شهرستان کرمانشاه      | بندار           | ۱۸۰            | ۰              | ۰            | ۰                   | ۶۰                  |
| دارنظرکوده   | بخش ماهیدشت شهرستان کرمانشاه     | شلان            | ۵۰             | ۰              | ۰            | ۵                   | ۱۱                  |
| دوابان       | بخش ماهیدشت شهرستان کرمانشاه     | هولان           | ۳۰۰            | ۰              | ۰            | ۵                   | ۱۰                  |
| دورمال       | بخش مرکزی شهرستان کرمانشاه       | بزگدار علیا     | ۱۲۰            | ۰              | ۰            | ۷                   | ۱۲                  |
| سحر          | بخش ماهیدشت شهرستان کرمانشاه     | سحر             | ۲۵۰            | ۰              | ۰            | ۱۴                  | ۲۰                  |
| سراب         | بخشی نامعلوم در شهرستان کرمانشاه | دائی چی         | ۱۵۰۰           | ۰              | ۰            | ۱۲                  | ۲۰                  |
| سیمینه علیا  | بخش ماهیدشت شهرستان کرمانشاه     | سیمینه          | ۲۵۰            | ۰              | ۰            | ۱۰                  | ۱۵                  |
| شیخ مصطفی    | بخش کوزران شهرستان کرمانشاه      | شیخ مصطفی       | ۱۰۰            | ۰              | ۰            | ۵                   | ۳۰                  |
| طهنه علیا    | بخش ماهیدشت شهرستان کرمانشاه     | طهنه            | ۲۶۰            | ۰              | ۰            | ۷                   | ۱۵                  |
| علی حسن علیا | بخش کوزران شهرستان کرمانشاه      | باقر جعفر آباد  | ۳۰۰            | ۰              | ۰            | ۱۲                  | ۲۰                  |
| علی‌آباد      | بخش ماهیدشت شهرستان کرمانشاه     | علی‌آباد         | ۱۲۰۰           | ۰              | ۰            | ۶                   | ۱۳                  |
| قمش          | بخش ماهیدشت شهرستان کرمانشاه     | قمش             | ۲۰۰            | ۰              | ۰            | ۴                   | ۹                   |
| قمشه         | بخش ماهیدشت شهرستان کرمانشاه     | قمشه            | ۸۰۰            | ۰              | ۰            | ۱۰                  | ۱۷                  |
| قمشه باباکرم | بخش ماهیدشت شهرستان کرمانشاه     | قمشه باباکرم    | ۲۰۰            | ۰              | ۰            | ۱۰                  | ۲۰                  |
| قمشه تپه     | بخش ماهیدشت شهرستان کرمانشاه     | قمشه تپه        | ۶۰۰            | ۰              | ۰            | ۵                   | ۱۸                  |
| میانه        | بخش ماهیدشت شهرستان کرمانشاه     | میانه           | ۳۰۰            | ۰              | ۰            | ۵                   | ۱۰                  |
| میمز         | بخش ماهیدشت شهرستان کرمانشاه     | میمز            | ۱۲۰۰           | ۰              | ۰            | ۱۲                  | ۲۵                  |
| پائین ده     | بخش مرکزی شهرستان کرمانشاه       | بزگدارسفلی      | ۱۵۰۰           | ۰              | ۰            | ۹                   | ۱۲                  |
| چله علیا     | بخش ماهیدشت شهرستان کرمانشاه     | چله             | ۳۰۰            | ۰              | ۰            | ۵                   | ۱۸                  |
| کنجور پائین  | بخش مرکزی شهرستان کرمانشاه       | کنجور           | ۱۲۰            | ۰              | ۰            | ۱۲                  | ۲۶                  |
| کنی بلبل     | بخش مرکزی شهرستان کرمانشاه       | بزگدارسفلی      | ۵۰             | ۰              | ۰            | ۶                   | ۹                   |
| کهریزبالا    | بخش مرکزی شهرستان کرمانشاه       | حصارسفید        | ۲۵۰            | ۰              | ۰            | ۱۳                  | ۱۸                  |
| کهریزعلی     | بخش ماهیدشت شهرستان کرمانشاه     | قرباغ ستان سفلی | ۱۲۰            | ۰              | ۰            | ۱۲                  | ۱۵                  |
| یارولی       | بخش ماهیدشت شهرستان کرمانشاه     | یارولی          | ۱۰۰            | ۰              | ۰            | ۸                   | ۲۰                  |